# Cima di Vezzana
Cima di Vezzana (také Cima della Vezzana nebo zkráceně Vezzana) je se svými 3192 m n. m. nejvyšším vrcholem pohoří Pale di San Martino v italských Dolomitech.

## Poloha a okolí
Hora se zvedá v severní části horské skupiny Pale di San Martino východně nad průsmykem Passo Rolle (1980 m). Tvoří hranici mezi provinciemi Trentino na západě a Belluno na východě. Vezzana je od Cimon della Pala (3184 m) na jihozápadě oddělena průsmykem Travignolo (2925 m). Sousedním vrcholem na jihu je Il Nuvovo (3075 m). Na severu odděluje Vezzanu od Cima dei Bureloni (3130 m) Passo di Val Strut (2870 m). Zatímco východní úbočí hory charakterizují suťové svahy, směrem k západu se Vezzana svažuje strmými skalními stěnami. Pod západními stěnami leží další malý ledovec Ghiacciaio del Travignolo. Naproti tomu Ghiacciaio di Val Strut severovýchodně od Vezzany v údolí Val Strut má již jen malá firnová pole.

## Výchozí místa a cesty
Nejdůležitějšími výchozími body pro výstup na Vezzanu jsou průsmyky passo Rolle a městečko San Martino di Castrozza na západě skupiny Pala. Na severovýchodě je hora přístupná z vesnice Gares. Baita Segantini (2170 m) na severozápadě a Rifugio Rosetta (2581 m, přístupné lanovkou ze San Martina di Castrozza) na jihu jsou spravované základny. Kromě toho se v oblasti hory nacházejí dva bivakovací přístřešky, Bivacco Fiamme Gialle (3005 m) na Cimon della Pala a Bivacco Giorgio Brunner (2667 m) ve Val Strut.
Na rozdíl od mnoha jiných vrcholů skupiny Pala není Vezzana kvůli své křehké skále považována za významnou horolezeckou horu, ale je známá především díky dvěma normálním cestám: Jedna z nich vede jako značená cesta I. stupně obtížnosti (UIAA) z Passo Travignolo na vrchol. Nejjednodušší přístup k průsmyku passo Travignolo vede z Rifugio Rosetta přes údolí Val dei Cantoni, ale lze se k němu dostat také ferratou Bolver-Lugli (obtížnost C-D) nebo ze severu přes ledovec Travignolo. Druhý výstup na vrchol vede z východu přes údolí Val Strut na vrchol Vezzany, přičemž je třeba překonat lezecké úseky obtížnosti I. stupně a krátkou ferratu Gabitta D'Ignoti. Vhodnými výchozími body pro tuto trasu jsou Rifugio Rosetta nebo Gares.
V zimě lze Vezzanu zdolat také jako lyžařskou túru. Možné lyžařské výstupy vedou přes ledovec Travignolo, údolím Valle dei cantoni nebo dokonce údolím Val Strut.
V době prvního výstupu na Cima di Vezzana byl Cimon della Pala stále ještě považován za nejvyšší vrchol pohoří Pala. Proto 23. června 1878 prvolezci Douglas W. Freshfield a Charles C. Tucker ještě nevěděli, že stojí na nejvyšším vrcholu horské skupiny Pala. Na Vezzanu se dostali z průsmyku passo Rolle přes ledovec Travignolo.

## Mapy
- Kompass Wander- und Skitourenkarte: Blatt 76 Pale di San Martino (1:50.000). ISBN 978-3-85491-086-2
- Tabacco-Wanderkarte: Blatt 022 Pale di San Martino (1:25.000). ISBN 978-88-8315-022-7